# Erythroecia rhodophora
Erythroecia rhodophora är en fjärilsart som beskrevs av George Francis Hampson 1910. Erythroecia rhodophora ingår i släktet Erythroecia och familjen nattflyn. Inga underarter finns listade i Catalogue of Life.